# Cardea
 (janvier 2025).
Si vous disposez d'ouvrages ou d'articles de référence ou si vous connaissez des sites web de qualité traitant du thème abordé ici, merci de compléter l'article en donnant les références utiles à sa vérifiabilité et en les liant à la section « Notes et références ».
Dans la mythologie romaine, Cardea (du latin cardo, « gond ») était la déesse protectrice des portes, plus particulièrement des gonds. Selon Ovide, elle pouvait ouvrir ce qui était fermé et fermer ce qui est ouvert.

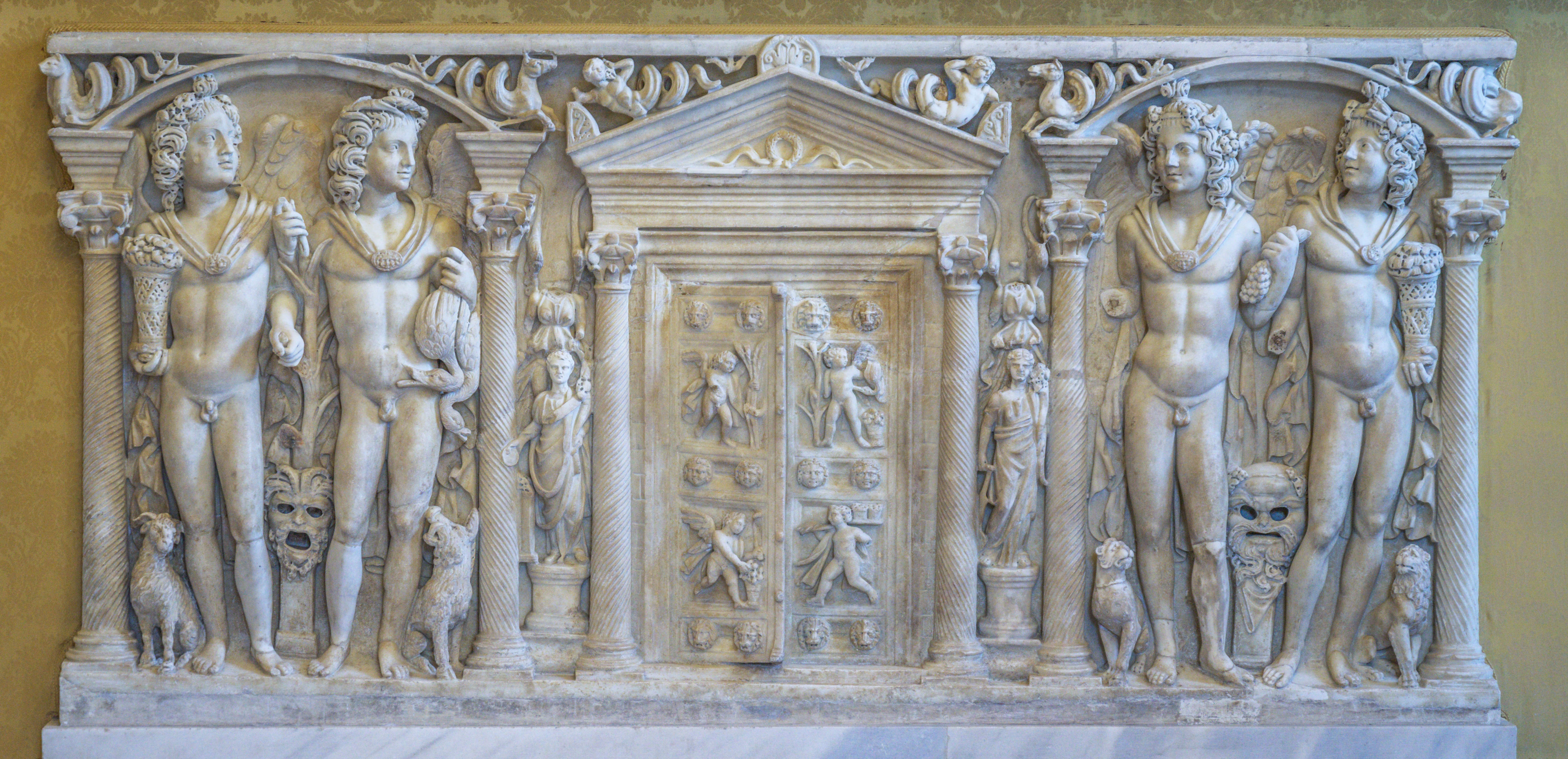
Représentation allégorique des Quatre Saisons (Horae) et des petites figures qui l'accompagnent et flanquent une double-porte romaine représentant l'entrée de l'au-delà, sur un sarcophage du milieu du IIIe siècle ap. J.-C.

Elle est également protectrice des petits enfants qu'elle protège des vampires et des sorcières. Elle est associée au festival Beltaine, date pivot du calendrier. Son culte était très important dans la Rome antique et son arbre consacrée était l'aubépine.
Cardea n'est autre que la nymphe Carna, après que le dieu Janus lui a donné le pouvoir d'ouvrir les portes et de protéger les enfants.

## Hommage
Cardea est l'une des 1 038 femmes dont le nom figure sur le socle de l'œuvre contemporaine The Dinner Party de Judy Chicago. Elle y est associée à la Déesse de la fertilité, deuxième convive de l'aile I de la table.
L'astéroïde (164207) Cardea est nommé en son honneur.